# Arméns musikkårs veteraner
Arméns musikkårs veteraner (AMKV) är en förening med tillhörande musikkår som organiserar f.d. värnpliktiga och anställda vid Arméns musikkår (AMK).
Föreningen uppsätter årligen en musikkår som genomför 2-4 högvakter och spelar en konsert på Stortorget i Gamla stan.

## Ledning

### Musikaliska ledare
•  2008: Björn Waldebrink(Olsson)
- 2009: Björn Waldebrink(Olsson)
- 2010: Björn Waldebrink(Olsson)
- 2011: Jörgen Flink
- 2012: Björn Waldebrink
- 2013: Anders Ahlbin

### Veterantrumslagare
- 2009: Mattias Abrahamsson
- 2010: Johan Welander
- 2011: Johan Welander
- 2012: Christian Örman
- 2013: Christian Örman